# Arona (Hiszpania)
Arona – miasto w Hiszpanii (Wyspy Kanaryjskie), na wyspie Teneryfa. 
Według danych INE w 2022 roku liczyło 82 982 mieszkańców.